# Château de la Meilleraye
Le château de la Meilleraye est un château situé à Beaulieu-sous-Parthenay dans le département français des Deux-Sèvres.

## Histoire
Le château est inscrit au titre des monuments historiques depuis le 18 mars 1930. Il a bénéficié d'une étude approfondie dans le catalogue de l'exposition La Meilleraye, destin d'une famille aux XVIIe et XVIIIe siècles.